# 阿拉善风毛菊
阿拉善风毛菊（学名：Saussurea alaschanica）为菊科风毛菊属的植物，为中国的特有植物。分布于蒙古以及中国大陆的内蒙古等地，见于山坡灌丛或岩石缝隙中，目前尚未由人工引种栽培。